# Ofer Bar-Yosef
Ofer Bar-Yosef (født 29. august 1937, død 14. marts 2020) var en israelsk arkæolog, hvis vigtigste fagområde var den palæolitiske periode.
Han var professor i forhistorisk arkæologi ved Hebrew University i Jerusalem, den institution, hvor han oprindeligt studerede arkæologi i 1960’erne. I 1988 flyttede han til USA, hvor han blev professor i forhistorisk arkæologi ved Harvard University samt kurator af palæolitiske arkæologi ved Peabody Museum of Archaeology and Ethnology.
Han har udgravet mange steder på forhistoriske levantinske steder, herunder Kebara Cave, den tidlige stenalderlandsby Netiv Hagdud, samt på palæolitiske og neolitiske steder i Kina og Republikken Georgien.

## Forfatterskab
- The Natufian Culture in the Levant (Ed), International Monographs in Prehistory, 1992.
- Late Quaternary Chronology and Paleoclimates of the Eastern Mediterranean. Radiocarbon, 1994.
- Seasonality and Sedentism: Archaeological Perspectives from Old and New World Sites, (Ed), Peabody Museum of Archaeology and Ethnology, 1998.
- (with Belfer-Cohen, A) From Africa to Eurasia - Early Dispersals. Quaternary International 75:19-28, 2001.